# Callicebinae
Callicebinae (лат.) — подсемейство обезьян из семейства саковых (Pitheciidae). Включает 3 современных рода. Обитают в Южной Америке, на территории Колумбии, Бразилии, Перу и северного Парагвая.

## Описание
Являются самыми маленькими представителями семейства саковых, в длину составляют 23—46 см, длина хвоста превышает длину остального тела. Шерсть длинная, мягкая, обычно имеет красный, коричневый, серый или чёрный оттенок. Нижняя часть тела светлее, чем верхняя. Callicebinae — дневные животные, обитающие вблизи воды. Живут небольшими семейными группами до 7 особей, состоящими из родителей и их потомства. Основная пища — фрукты, однако также едят листья, цветы, насекомых, птичьи яйца и небольших беспозвоночных. Моногамны, создают пары на всю жизнь. Беременность длится пять месяцев, в приплоде обычно один, редко два детёныша. В природе живут до 12 лет (род Cheracebus, ранее — подрод Torquatus), рыжебрюхие прыгуны — до 25 лет в неволе.

## Систематика
Подсемейство Callicebinae было выделено Реджиналдом Иннесом Пококом в 1925 году. До 2016 года в него включали единственный род прыгунов c двумя подродами: Callicebus (Callicebus) и Callicebus (Torquatus).
В 2016 году согласно молекулярно-филогенетическим исследованиям, основанным на данных последовательностей ДНК из 20 независимых ядерных локусов и двух митохондриальных локусов, Byrne с коллегами было принято решение разделить род прыгунов на 3 самостоятельных рода, оставленных в подсемействе Callicebinae. Новую структуру подсемейства иллюстрирует приведённая ниже кладограмма:

|               | Callicebus                                                          |
|               |                                                                     |
| Plecturocebus | \| \| donacophilus group \| \| \| \| \| \| moloch group \| \| \| \| |
|               | \| \| donacophilus group \| \| \| \| \| \| moloch group \| \| \| \| |
|               | donacophilus group                                                  |
|               |                                                                     |
|               | moloch group                                                        |
|               |                                                                     |

|  | donacophilus group |
|  |                    |
|  | moloch group       |
|  |                    |

|               | Callicebus                                                          |
|               |                                                                     |
| Plecturocebus | \| \| donacophilus group \| \| \| \| \| \| moloch group \| \| \| \| |
|               | \| \| donacophilus group \| \| \| \| \| \| moloch group \| \| \| \| |
|               | donacophilus group                                                  |
|               |                                                                     |
|               | moloch group                                                        |
|               |                                                                     |

|  | donacophilus group |
|  |                    |
|  | moloch group       |
|  |                    |

### Классификация
С 2016 года в подсемейство включают следующие современные роды и виды:
- Род Cheracebus Byrne et al., 2016
  - Cheracebus lucifer (Thomas, 1914)
  - Cheracebus lugens (Humboldt, 1811)
  - Cheracebus medemi (Hershkovitz, 1963) — Колумбийский прыгун
  - Cheracebus purinus (Thomas, 1927)
  - Cheracebus regulus (Thomas, 1927)
  - Cheracebus torquatus (Hoffmannsegg, 1807) — Ошейниковый прыгун, или воротничковый прыгун
- Род Callicebus Thomas, 1903 — Прыгуны
  - Callicebus barbarabrownae Hershkovitz, 1990 — Прыгун Брауна
  - Callicebus coimbrai Kobayashi & Langguth, 1999 — Прыгун Коимбры
  - Callicebus melanochir (Wied-Neuwied, 1820) — Восточнобразильский прыгун
  - Callicebus nigrifrons (Spix, 1823) — Чернолобый прыгун
  - Callicebus personatus (E. Geoffroy, 1812) — Атлантический прыгун, или черноголовый прыгун
- Род Plecturocebus Byrne et al., 2016
  - Plecturocebus aureipalatii (Wallace et al., 2006)
  - Plecturocebus baptista (Lönnberg, 1939) — Озёрный прыгун
  - Plecturocebus bernhardi (van Roosmalen et al., 2002)
  - Plecturocebus brunneus (Wagner, 1842) — Бурый прыгун
  - Plecturocebus caligatus (Wagner, 1842)
  - Plecturocebus caquetensis (Defler, Bueno & Garcia, 2010)
  - Plecturocebus cinerascens (Spix, 1823) — Чёрный прыгун
  - Plecturocebus cupreus (Spix, 1823) — Медный прыгун
  - Plecturocebus discolor (I. Geoffroy & Deville, 1848)
  - Plecturocebus donacophilus (D’Orbigny, 1836) — Гранчакский прыгун
  - Plecturocebus dubius  (Hershkovitz, 1988)
  - Plecturocebus hoffmannsi (Thomas, 1908) — Прыгун Хоффманса
  - Plecturocebus miltoni (Dalponte, Silva & Silva-Júnior, 2014)
  - Plecturocebus modestus (Lönnberg, 1939) — Боливийский прыгун
  - Plecturocebus moloch (Hoffmannsegg, 1807) — Рыжебрюхий прыгун, или прыгун-молох
  - Plecturocebus oenanthe (Thomas, 1924) — Перуанский прыгун
  - Plecturocebus olallae (Lönnberg, 1939) — Прыгун Оллалы
  - Plecturocebus ornatus (Gray, 1866) — Украшенный прыгун
  - Plecturocebus pallescens (Thomas, 1907) — Светлый прыгун
  - Plecturocebus stephennashi (van Roosmalen et al., 2002)
  - Plecturocebus toppini (Thomas, 1914)
  - Plecturocebus urubambensis (Vermeer & Tello-Alvorado, 2015)
  - Plecturocebus vieirai (Gualda-Barros, Nascimento & Amaral, 2012)

К подсемейству относят такие вымершие роды: Xenothrix, Antillothrix, Paralouatta, Carlocebus, Lagonimico и, возможно, Tremacebus.